# Igreja de São Paio de Merelim
A Igreja de São Paio é o maior ponto religioso de São Paio de Merelim.
O orago é São Paio, jovem martirizado nos tempos da dominação árabe da Península Ibérica.